# Zanclospora novae-zelandiae
Zanclospora novae-zelandiae är en svampart som beskrevs av S. Hughes & W.B. Kendr. 1965. Zanclospora novae-zelandiae ingår i släktet Zanclospora, divisionen sporsäcksvampar och riket svampar.   Inga underarter finns listade i Catalogue of Life.